# Cyrtodactylus matsuii
Cyrtodactylus matsuii este o specie de șopârle din genul Cyrtodactylus, familia Gekkonidae, ordinul Squamata, descrisă de Hikida 1990. Conform Catalogue of Life specia Cyrtodactylus matsuii nu are subspecii cunoscute.